# سامی بشیر
سامی بشیر (انگلیسی: Sami Bashir؛ زادهٔ ۵ فوریهٔ ۱۹۸۹) یک بازیکن فوتبال اهل عربستان سعودی است.
از باشگاه‌هایی که در آن بازی کرده‌است می‌توان به الفیصلی عربستان و الحزم عربستان اشاره کرد.